# Windows XP
Windows XP (Windows eXPerience) es un sistema operativo descontinuado de Microsoft Windows, basado en Windows 2000 y con importantes mejoras en su tiempo. Fue lanzado al mercado el 25 de octubre de 2001. En agosto de 2012, tenía una cuota de mercado de 46,33%, y fue superado por Windows 7 que ya tenía un 46,60% de la cuota de mercado. En diciembre de 2013, tenía una cuota de mercado de 500 millones de ordenadores.
Las letras "XP" provienen de la palabra eXPeriencia (eXPerience en inglés). Su nombre clave inicial fue Whistler.
Dispone de versiones para varios entornos informáticos, incluidos los PC domésticos o de negocios, además de equipos portátiles, netbooks, tabletas y centros multimedia. Sucesor de Windows 2000 junto con Windows ME, y antecesor de Windows Vista, es el primer sistema operativo de Microsoft orientado al consumidor que se construye con un núcleo y arquitectura de Windows NT, disponible en versiones para plataformas de 32 y 64 bits.
A diferencia de versiones anteriores de Windows, al estar basado en la arquitectura de Windows NT proveniente del código de Windows 2000, presenta mejoras en la estabilidad y el rendimiento. Tiene una interfaz gráfica de usuario (GUI) perceptiblemente reajustada (denominada Luna), la cual incluye características rediseñadas, algunas de las cuales se asemejan ligeramente a otras GUI de sistemas operativos contemporáneos, cambio promovido para facilitar su uso respecto a versiones anteriores.
Se introdujeron nuevas capacidades de gestión de software para evitar el fenómeno conocido como DLL Hell (infierno de las DLLs), que afectaba a versiones anteriores. También es la primera versión de Windows que utiliza la activación del producto como medida para reducir la piratería del software.

## Desarrollo
El desarrollo de Windows XP parte desde la forma de Windows Neptune y Windows Odyssey. Windows XP fue desarrollado desde diciembre de 2000 hasta agosto de 2001. Windows XP fue lanzado el 25 de octubre de 2001.
Durante la década de 1990, Microsoft producía dos líneas separadas de sistemas operativos. Una línea estaba dirigida a las computadoras domésticas basada en un núcleo MS-DOS y representada por Windows 95, Windows 98 y Windows Me, mientras que la otra, basada en un núcleo "NT" y representada por Windows NT y Windows 2000, estaba pensada para el mercado corporativo y empresarial e incluía versiones especiales para servidores. Windows XP implicó la fusión de ambas líneas en un sistema operativo único basado enteramente en la arquitectura NT y contando con la funcionalidad y compatibilidad de la línea doméstica; con él, se eliminó definitivamente el lastre de seguridad y estabilidad que involucraba llevar el código del ya obsoleto MS-DOS junto con el sistema operativo.

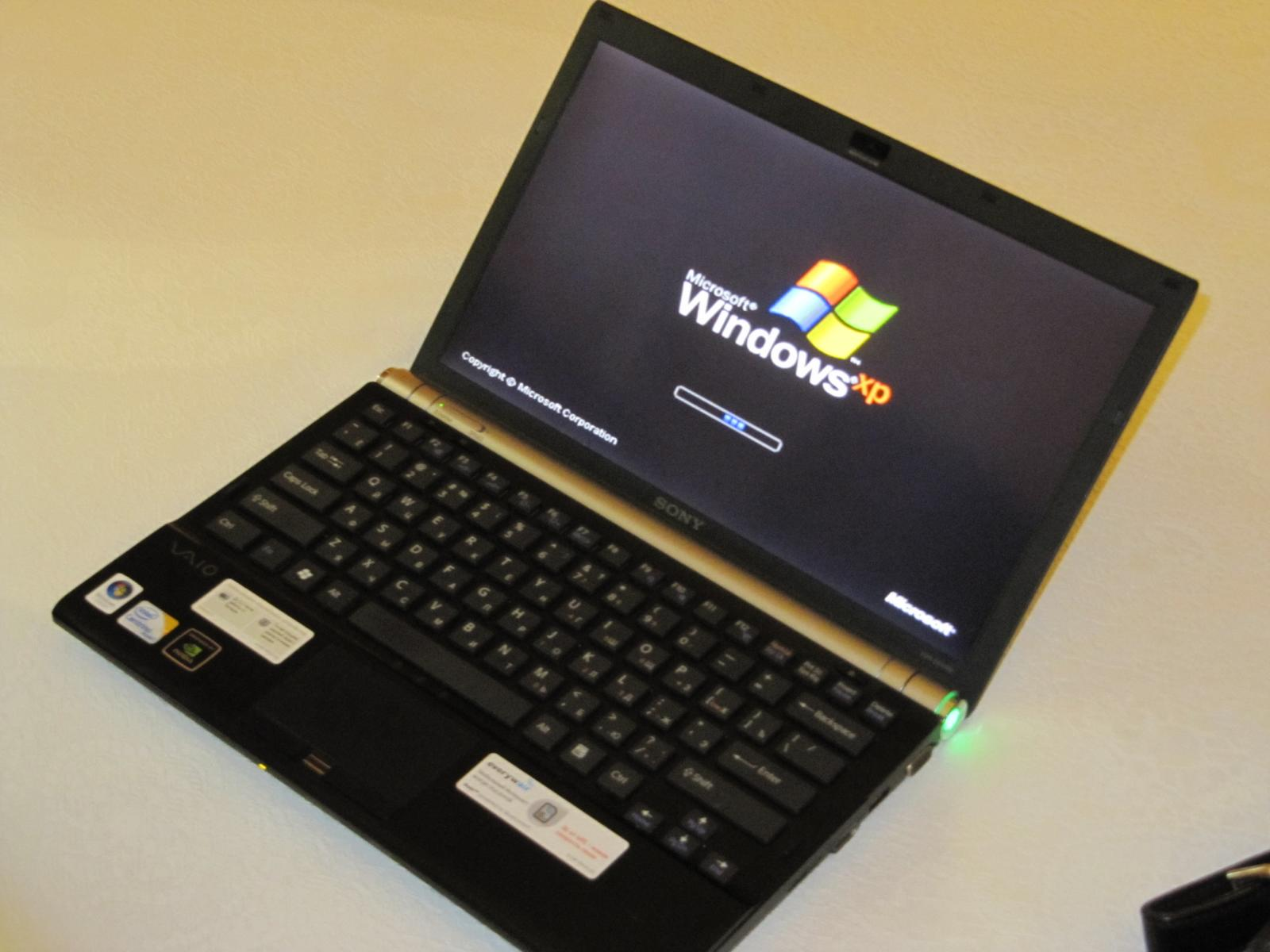
Windows XP iniciando en una Sony Vaio

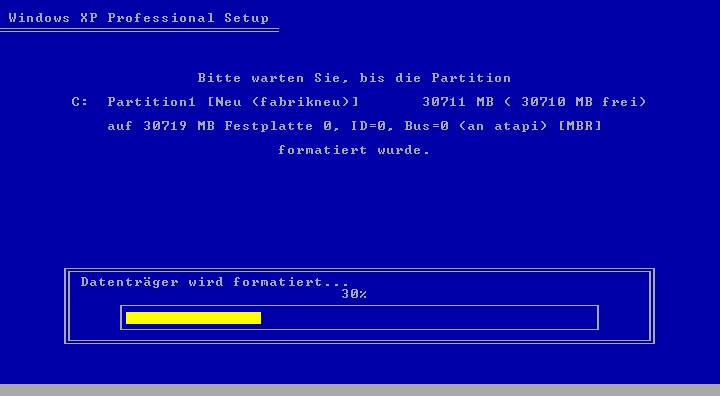
El Set-Up de esta versión

## Pantalla azul de la muerte (BSOD)
En Windows XP, la pantalla azul de la muerte (*Blue Screen of Death*, BSOD) aparece cuando el sistema encuentra un error crítico del que no puede recuperarse.

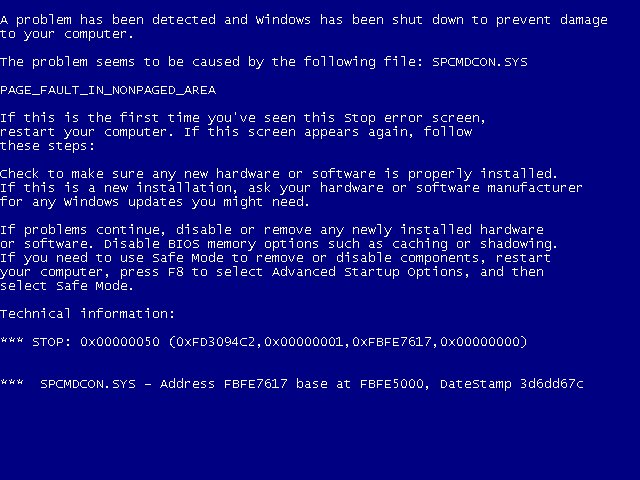
Ejemplo de BSOD en Windows XP.

Entre las causas más comunes se encuentran:
- Fallos de hardware (memoria RAM defectuosa, discos duros dañados).
- Controladores (drivers) incompatibles o corruptos.
- Errores graves del sistema de archivos o del propio núcleo del sistema.

## Características
Windows XP introdujo nuevas características:
- Ambiente gráfico más agradable que el de sus predecesores.
- Secuencias más rápidas de inicio y de hibernación.
- Capacidad del sistema operativo de desconectar un dispositivo externo, de instalar nuevas aplicaciones y controladores sin necesidad de reiniciar el sistema.
- Una nueva interfaz de uso más fácil, incluyendo herramientas para el desarrollo de temas de escritorio.
- Uso de varias cuentas, lo que permite que un usuario guarde el estado actual y aplicaciones abiertos en su escritorio y permita que otro usuario abra una sesión sin perder esa información.
- ClearType, diseñado para mejorar legibilidad del texto encendido en pantallas de cristal líquido (LCD) y monitores similares CRT de Pantalla Plana.
- Escritorio Remoto, que permite a los usuarios abrir una sesión con una computadora que funciona con Windows XP a través de una red o Internet, teniendo acceso a sus usuarios, archivos, impresoras, y dispositivos.
- Soporte para la mayoría de módems ADSL y wireless, así como el establecimiento de una red FireWire.

### Interfaz
Windows XP ofrece una nueva interfaz gráfica, llamada Luna. El menú Inicio y la capacidad de indexación de los directorios de Windows fueron reajustados, y otros efectos visuales fueron agregados, incluyendo:
- Colores brillantes.

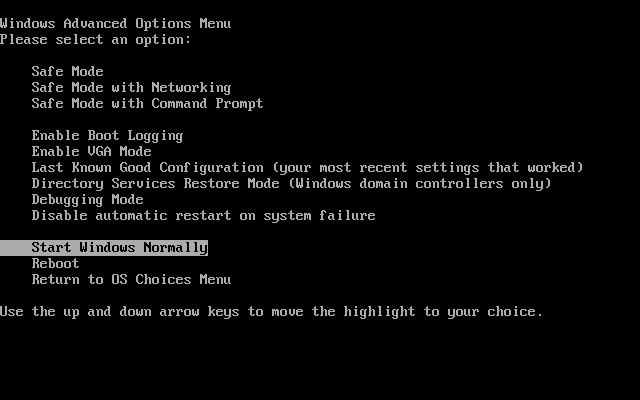
Menú de opciones avanzadas de Windows

- Botón "Cerrar" en forma de "X" de color Rojo.
- Botones estándar de colores en las barras de herramientas de Windows e Internet Explorer.
- Un rectángulo azul translúcido en la selección de los archivos.
- Un gráfico en los iconos de la carpeta, indicando el tipo de información que se almacena.
- Sombras para las etiquetas del icono en el tablero del escritorio.
- Capacidad de agrupar aplicaciones similares en la barra de tareas.
- Capacidad para prevenir cambios accidentales.
- Resalta de color Naranja claro programas recién instalados en el menú de inicio.
- Sombras bajo los menús (en Windows 2000 solo lo tenía bajo el puntero del ratón, pero no en las ventanas o menús).
- Internet Explorer 6. En la primera versión de Windows XP y en Windows XP Service Pack 1 incluye la barra Multimedia, que es un reproductor multimedia que integra el explorador con el Reproductor de Windows Media.
- Al igual que en los anteriores Windows (Windows 98, Windows ME, Windows 2000), el Explorador de Windows incluye la vista preliminar (en miniatura) de archivos Web (*.htm, *.html) en los detalles en la barra de tareas comunes en las carpetas y en la vista en miniatura, ya sean páginas Web guardadas localmente o accesos directos a Internet.

Windows XP analiza el impacto del funcionamiento de efectos visuales y mediante esto determina si debe o no permitirlos, para evitar que la nueva funcionalidad consuma recursos en forma excesiva. Los usuarios pueden modificar más estos ajustes para requisitos particulares. Algunos efectos, tales como mezcla alfa o (transparencia), son dirigidos enteramente a muchas tarjetas de vídeo más nuevas. Sin embargo, si la tarjeta gráfica no es capaz, el funcionamiento puede verse reducido substancialmente y Microsoft recomienda la característica de apagado manualmente. Windows XP agrega la capacidad para el uso de “estilos visuales” para cambiar la interfaz gráfica. Sin embargo, los estilos visuales son firmados mediante criptografía por Microsoft para funcionar. El estilo Luna es el nombre del nuevo estilo visual por defecto de Windows XP para máquinas con más que 64 MB de RAM. Luna se refiere solamente a un estilo visual particular, no a todas las nuevas características de la nueva interfaz de usuario de Windows XP en su totalidad. Para utilizar estilos visuales sin firmar, muchos usuarios usan software como por ejemplo StyleXP de TGTSoft o WindowBlinds de Stardock. Algunos usuarios “modifican” el archivo de uxtheme.dll que restringe la capacidad de utilizar estilos visuales, creado por el público en general o el usuario. Aun así, muchos desconocen que Microsoft creó un par de temas “oficiales” que no fueron incluidos con las actualizaciones ni con los SP: Zune y Royale/Royale Noir). Estos dos temas están firmados por Microsoft y se pueden utilizar sin necesidad de modificar ningún archivo ni instalar software complementario.
El papel tapiz por defecto, es una fotografía .bmp de un paisaje en valle de Napa (California), con colinas verdes y un cielo azul con estratocumulos y nubes cirros. Existen varias utilidades de terceros que proporcionan centenares de diversos estilos visuales. Además, Microsoft creó el tema llamado "Energy Blue", que fue incluido con la edición Media Center 2005 de Windows XP y también fue lanzado para otras versiones de Windows XP. El tema clásico de las ventanas es extensamente popular (debido a la familiaridad con las versiones anteriores de Windows como Windows 98 y Windows ME.), no obstante las ventanas “clásicas” utilizan el mismo mecanismo que el otro tema estándar de Windows XP y no afectan el funcionamiento.

## Ediciones
Las ediciones más comunes son la Home Edition destinada para el uso Hogareño y la Professional Edition, que tiene características adicionales tales como la posibilidad de unirse a un dominio, en vez de solo a grupos de trabajo, y trae soporte para 2 procesadores (que implementa la edición Home Edition a partir del Service Pack (SP) para multicore). Estas ediciones fueron puestas a la venta en tiendas de software y fueron preinstaladas en computadoras vendidas por los principales fabricantes de ordenadores. La edición Media Center es una versión de XP Professional Edition para equipos con características específicas: control remoto y capacidades multimedia, tales como ver y grabar la TV, reproducir vídeos, fotos o música; recibir HDTV y compartir datos con una Xbox 360 mediante Online Spotlight. Windows XP Tablet PC Edition se diseñó para funcionar con la plataforma Tablet PC. Se lanzaron dos versiones de 64 bits: Windows XP edición 64 bits para los procesadores Itanium y otra diseñada para los microprocesadores AMD64 y EM64T. Finalmente la edición Starter solo permitía ejecutar 3 aplicaciones a la vez y no permitía quitar la transparencia de su respectiva edición, el fondo de pantalla predeterminado de esta es un icono en tamaño grande del icono "Mi PC".

## Service Packs
Cada cierto tiempo, Microsoft distribuye paquetes denominados Service Packs (Paquetes de servicio). En ellos se incluyen mejoras y actualizaciones, además de aplicaciones nuevas con los que se mejora la seguridad del Sistema operativo. A continuación se detallan los Service Packs que aparecieron para Windows XP:

### Service Pack 1
El SP1 para Windows XP fue lanzado el 9 de septiembre de 2002. Las características que tiene son las siguientes:
- La novedad más visible fue la incorporación de la utilidad Configurar acceso y programas predeterminados, para poder elegir de forma más sencilla qué programas se desea utilizar para las acciones o tareas más comunes.
- Otra novedad que introdujo fue el soporte para USB 2.0 y de LBA de 48 bits, por lo que Windows XP podría soportar discos duros de más de 120 GB.
- Como consecuencia de un conflicto con Sun Microsystems, Microsoft se vio forzada a sacar una revisión a este SP, llamada Service Pack 1a (SP1a) el 3 de febrero de 2003, en la que se eliminaba la Máquina virtual Java de Microsoft.
- No hay vista preliminar (en miniatura) de archivos Web (*.htm, *.html) en los detalles en la barra de tareas comunes en las carpetas ni en la vista en miniatura. Ya sean páginas Web guardadas localmente o accesos directos a Internet (url).
- Al igual que el anterior sistema operativo Windows XP (sin Service Pack) y a diferencia de los posteriores (Service Pack 2 y Service Pack 3), se mantiene la barra Multimedia en Internet Explorer (versión 6.0.2600.0000), que lo integra con el Reproductor de Windows Media.

El soporte de Windows XP Service Pack 1 finalizó el 10 de octubre de 2006.

### Service Pack 2
El 25 de agosto de 2004 lanzó el SP2, que incluía todas las correcciones de los errores encontrados en el SP1, además de varias novedades, centradas sobre todo en dar mayor seguridad al sistema operativo. Estas novedades son:
- Un centro de seguridad, para comprobar el riesgo al que está sometido Windows XP.
- Nueva interfaz del Cortafuegos de Windows XP, además de ser activado por defecto.
- Añadido un mejor soporte de comunicaciones tales como el Wi-Fi y el Bluetooth.
- Incorporación a Internet Explorer de un bloqueador de popups, la capacidad de bloquear controles ActiveX, el bloqueo de las descargas automáticas y un administrador de complementos gracias a Internet Explorer 6 Service Pack 2 o SP2.
- Uso de la tecnología DEP (Data Execution Prevention o Prevención de ejecución de datos) por el Hardware o Software (Según si el microprocesador tenga o no soporte para ello).
- Las actualizaciones automáticas están activadas por defecto (pero también se podían desactivar)
- El servicio Messenger se desactiva por defecto (pero se puede activar o algunos casos descargarlo desde Microsoft).
- Outlook Express bloquea los archivos adjuntos totalmente peligrosos tales como (.exe o.vbs).
- La ventana de Agregar o quitar programas permite mostrar u ocultar las actualizaciones.
- Mejoras multimedia como la inclusión del Reproductor de Windows Media 9 Series, DirectX 9.0c, y Windows Movie Maker 2.1.
- No incluye la barra Multimedia en Internet Explorer (versiones 6.0.2800.0000 o 6.0.2900.2180), que lo integraba con el Reproductor de Windows Media.
- Al igual que el anterior Windows (Service Pack 1), no hay vista preliminar (en miniatura) de archivos Web (*.htm, *.html) en los detalles en la barra de tareas comunes en las carpetas ni en la vista en miniatura. Ya sean páginas Web guardadas localmente o accesos directos a Internet (url).

Según la Directiva de Ciclo de Vida de Productos, Microsoft retiró el soporte de Service Pack 2 el 13 de julio de 2010.

### Service Pack 3 (SP3)
El SP3 es una actualización acumulativa de todos los paquetes de servicios anteriores para el Windows XP. Sin embargo, como requisito para instalar SP3 se requiere de un sistema que esté ejecutando, como mínimo, Windows XP Service Pack 1. El instalador del service pack revisa la clave del registro HKLM\SYSTEM\CurrentControlSet\Control\Windows\CSDVersion para ver si tiene un valor mayor o igual un 0x100, si es así, permitirá que la actualización proceda, de lo contrario, mostrará un prompt para instalar el SP1 o SP2. Puesto que el SP1 ya no está disponible para la descarga completa, necesitaría ser descargado usando Windows Update. La otra opción es cambiar manualmente la clave del registro, lo cual esencialmente engaña el instalador para que crea que el SP1 ya está instalado.
Sin embargo, es posible hacer una integración (slipstream) del SP3 en los archivos de instalación del Windows XP con cualquier nivel de service pack anterior — incluyendo la versión RTM original — sin ningún error o problemas. Hacer un slipstream del SP3 en el Windows XP Media Center Edition 2005 no es soportado.
Microsoft ha dicho que en el SP3 no se incluye Windows Internet Explorer 7, pero se instalarán las actualizaciones de seguridad para Internet Explorer 6 o 7 independientemente. Algo similar es lo que ocurre con el Reproductor de Windows Media 9 Series o las versiones 10 u 11. SP3 también contiene actualizaciones de componentes del sistema operativo para Windows XP Media Center Edition y Windows XP Tablet PC Edition; incluye actualizaciones de seguridad para.NET Framework 1.0 y 1.1, que son incluidas con estas SKU de Windows XP. SP3 no incluye actualizaciones para la aplicación Windows Media Center contenida en Windows XP Media Center Edition 2005. Tampoco incluye actualizaciones de seguridad del Reproductor de Windows Media 10.
De acuerdo con informaciones reveladas por Microsoft y datos obtenidos de Internet, hay un total de 1073 arreglos en SP3.
Según las declaraciones de Microsoft, el soporte para el SP3 finalizó el 8 de abril de 2014.
Varios servicios vuelven a activarse si estaban desactivados al ser instalados, como el "centro de seguridad".

## Interfaz de Usuario Multilingüe (MUI)
Este paquete permite cambiar el idioma de Windows XP (exclusivo para las versiones Professional y Tablet PC), exclusivamente del inglés a otro idioma que elija el usuario, por ejemplo de inglés a español.
Muchos equipos preinstalados vinieron con Windows XP en inglés en un inicio, para poder tenerlo en español se tenía que adquirir una nueva copia, ahora con esta herramienta es posible convertirlo al idioma nativo para mejor manejo de la interfaz, para poder hacer el cambio de idioma se debe contar con el MUI Pack de la versión y Service Pack del Windows XP, que es una herramienta se proporciona cuando tenemos una licencia corporativa (explicado anteriormente) del producto o tenemos una subscripción a TechNet o MSDN (tiene un coste).
Para el caso de Windows XP y Windows Server 2003 solo es posible cambiar de inglés a cualquier otro idioma, y evidentemente, es necesario el MUI Pack. El cambio es reversible, es decir, se puede intercambiar entre inglés y español con solo cerrar sesión, esto, después de haber instalado MUI Pack.

## Ciclo de vida
El soporte de Windows XP RTM (sin Service Pack) finalizó el 30 de septiembre de 2005 y el Soporte de Windows XP Service Pack 1 finalizó el 10 de octubre de 2006. El soporte de Windows XP Service Pack 2 se retiró el 13 de julio de 2010, 6 años después de su disponibilidad general. La compañía terminó la distribución de licencias a los OEM y al comercio minorista de este sistema operativo el 30 de junio de 2008, 15 meses después del lanzamiento de Windows Vista. Sin embargo siguió distribuyéndose la versión "Home Edition", dirigida especialmente para portátiles ultra-baratos de forma preinstalada y como un downgrade pagado para equipos con Windows Vista preinstalado hasta el año 2010. Además el Service Pack 3 tuvo soporte hasta el 8 de abril de 2014, al igual que el soporte extendido para el Service Pack 2.
La versión "Windows Embedded POSReady 2009", ha sido descontinuada el 9 de abril de 2019.

### Fin del soporte
En junio de 2008 Microsoft anunció oficialmente que ya no circularían Windows XP. Después, pasado el 30 de junio del mismo año, también afirmó que no estaba "terminando" con su segundo sistema operativo más popular. Aunque Windows XP no se vendería más en tiendas, Microsoft y sus socios continuaron ofreciendo soporte técnico para Windows XP durante 6 años. De hecho, Microsoft ofreció soporte técnico para Windows XP hasta el 8 de abril de 2014, como se tenía planeado. El hecho de que Windows Vista requiera una gran cantidad de memoria RAM, junto con la aparición de los ordenadores microportátiles (con 1 GB de memoria RAM) han sido decisivos en los sucesivos retrasos en la despedida de Windows XP.
El 8 de abril de 2013 Windows XP ocupaba el segundo lugar en uso mundial a un año de su fin de soporte, significando que de cada 10 ordenadores, 4 utilizaban este sistema operativo. La cuota se ha reducido en su recta final de existencia, pero no lo suficiente todavía; Microsoft conmina a actualizar a una versión más reciente, ya que, según dice, en los últimos meses el sistema se volverá más vulnerable ante ataques de piratas informáticos que están esperando que Microsoft deje sin soporte técnico el sistema y se estima que millones de sistemas ejecutándose en abril de 2014 sean atacados; a este fenómeno se le denomina "Xpocalypse". A fecha de febrero de 2014, el sistema operativo Windows XP todavía presenta una alta demanda del 30% mientras Windows 8, que es el sistema al que Microsoft invita a cambiar, apenas llega al 7,8%.
El martes 14 de julio de 2015 Microsoft dejó de enviar actualizaciones y parches para los agujeros de seguridad y antivirus. Microsoft Essentials dejó de funcionar debido a que ya no se actualizarán las definiciones de virus, produciéndose riesgos para las personas que aún siguen utilizando el sistema operativo Windows XP.
Sin embargo, aún existen usuarios que siguen trabajando con Windows XP. Las razones son la pobre recepción de Windows Vista y Windows 8, la reducción de ventas de PC's debido a la Gran Recesión, al mayor énfasis en los smartphones y otros dispositivos móviles, y la dificultad de desplegar las nuevas versiones en las empresas y estados, especialmente en lo que respecta a las aplicaciones, que en muchos casos presentan problemas al funcionar en versiones posteriores. Muchos desarrolladores de las aplicaciones más populares como, antivirus, reproductores de audio y video, optimizadores y navegadores aún le siguen dando soporte. Aún con todas estas medidas, los críticos recomiendan cambiar a una versión más nueva.
En el año de 2014, en China Windows XP sigue funcionando en el 40% de computadoras. Esto se debe a varios factores: El alto precio de las copias originales, los temores de la posible vigilancia de Windows 8, que llevó al gobierno de aquel país a prohibir su uso en las computadoras del estado (las cuales no son pocas). Además el estado de aquel país teme que el fin del soporte eleve los índices de piratería, puesto que los consumidores preferirán piratear las versiones nuevas en lugar de comprarlas. Debido a la indiferencia de Microsoft ante esta situación, los mayores fabricantes como Lenovo, Kingsoft y Tencent, dedicaron soporte y recursos gratuitos para ayudar a los consumidores a pasar a versiones posteriores. En otros países, especialmente en los Países Bajos y el Reino Unido sus estados negociaron con Mícrosoft planes de soporte extendido para continuar con Windows XP.
A pesar del fin del soporte a Windows XP, Microsoft ha liberado tres parches de seguridad de emergencia para corregir las principales vulnerabilidades:
- Un parche publicado en mayo de 2014 para abordar las vulnerabilidades recientemente descubiertas en Internet Explorer 6 a 11 en todas las versiones de Windows.
- Un parche publicado en mayo de 2017 para abordar una vulnerabilidad que estaba siendo aprovechada por Ataques ransomware WannaCry
- Un parche publicada en mayo de 2019 para abordar una vulnerabilidad en la falla crítica del Escritorio Remoto.

Los navegadores que funcionan con Windows XP no podrán visitar la mayoría de las páginas web debido a cambios con los certificados.
Hasta el día de hoy, Windows XP se sigue usando en el mundo con una cuota del 0,25% y en Armenia con un 73,66%. También la usan la armada de los Estados Unidos y algunas maquinarias de casa como las impresoras o las computadoras de restaurantes.

## Problemas legales y críticas
Sobre Windows XP, hubo fuertes críticas e investigaciones debido a la integración de múltiples aplicaciones para las cuales existía tradicionalmente un mercado de terceros, como cortafuegos, reproductores multimedia (Windows Media Player), programas de mensajería instantánea (Windows Messenger), así como bastante desconfianza respecto al servicio Passport de Microsoft[cita requerida]. Otra de las más fuertes críticas y motivo de polémica ha sido su muy marcada inestabilidad y lentitud de reacción. La mayor parte de estos problemas sólo pudo ser resuelta con los últimos Service Packs.

### Seguridad
Windows XP ha sido criticado por su susceptibilidad a malware, como virus, troyanos o gusanos. Las opciones de seguridad por defecto requieren una cuenta del administrador que proporciona el acceso sin restricción a todo el sistema, incluidos los puntos vulnerables. Según expertos, Windows XP no había previsto los crecientes peligros de la Internet, tal como se refleja en el Firewall básico y apagado por defecto, las vulnerabilidades de Internet Explorer, la falta de refuerzos en Outlook Express entre otros defectos; sosteniendo su argumento en la vulnerabilidad vía internet como se citó anteriormente. Microsoft respondió creando el Service Pack 2 para corregir la mayoría de estas deficiencias, a costa de retrasar el desarrollo de Windows Vista.
Windows, con una cuota de mercado grande, ha sido tradicionalmente un blanco para los creadores de virus. Los agujeros de la seguridad son a menudo invisibles hasta que se explotan, haciendo su prevención un hecho difícil. Microsoft ha indicado que el lanzamiento de actualizaciones para parchear los agujeros de seguridad es a menudo a causa de los hackers que los descubren.

### Activación del producto
Mientras que la necesidad de activación de los productos Windows era habitual en servidores, industria del software o negocios, Windows XP introdujo esta opción también para los usuarios comunes. Este sistema fue introducido por Microsoft para frenar la piratería. La activación está ligada al hardware del sistema informático por lo que el cambio de este, como la Placa madre hará que la instalación se desactive y pida activación nuevamente.

#### Programa de Ventajas de Windows Original (WGA)
El sistema Windows Genuine Advantage se instala con la actualización KB892130 y verifica si la copia de Windows es original; lo cual permite acceder a las actualizaciones de productos y seguridad de Microsoft.

#### Restricciones de copia
Windows XP limita la instalación usando claves previamente usadas, de tal modo que previene instalaciones desautorizadas. Estas claves se incluyen en la documentación del producto, pero una cantidad de claves se filtró a Internet y se utiliza en instalaciones desautorizadas. Los service packs contienen una lista de estas claves y recuperan información acerca de las nuevas claves utilizadas. Microsoft desarrolló un motor para el Service Pack 2 que detectaba claves ilícitas. Debido a protestas de consultores de seguridad, Microsoft deshabilitó esta opción por lo que el Service Pack 2 utiliza el viejo sistema de claves del Service Pack 1.

##### Windows no Original
Si la clave de producto no es Original o Genuina Windows despliega ventanas de advertencia que solicitan al usuario que adquiera una licencia válida de Microsoft e instala un icono a lado del reloj en la barra de tareas. Además el escritorio se vuelve negro y si no se valida el sistema no se podrá descargar software o programas de Microsoft tales como Windows Media Player 11, Windows Defender, entre otros. Sin embargo, estas medidas no tardaron en ser saltadas o revertidas por los usuarios, además de que el propio sistema confundiera millones de copias genuinas con piratas. Por lo que más que una exitosa medida antipiratería resultó ser una molestia. Debido al fracaso de este sistema, Microsoft decidió hacer esta estrategia opcional y renombrarla como Tecnologías de Activación de Windows.

### Integración de características
La inclusión de aplicaciones para las que ya existía un mercado de terceros (como el Windows Media Player, Windows Movie Maker, Windows Messenger e Internet Explorer), ha causado tal nivel de controversia por parte de autoridades legales, usuarios y desarrolladores de todo el mundo que ha causado varias demandas y pleitos legales con diversos gobiernos y entidades regulatorias. En respuesta, Microsoft tuvo que lanzar varios arreglos. Con el SP1 dieron la libertad de elegir que aplicaciones el usuario deseaba usar para las tareas más comunes como el correo electrónico, la música y la navegación por Internet. En Europa fueron obligados a lanzar la versión Windows XP N (la "N" de "No incluye el Windows Media Player"), la cual fue un fracaso al tener el mismo precio que la original. En Corea del Sur, fueron obligados a reemplazar las versiones existentes con Windows XP K (que descartaba el Windows Messenger) y Windows XP KN (que también descartaba al Windows Media Player).

#### Exceso de versiones
Otra de las críticas fue el exceso de versiones que Microsoft fue produciendo con el tiempo. Al, principio, sólo existían dos versiones: Home (para uso doméstico), y Professional (para usuarios avanzados y PC's de trabajo). Sin embargo, posteriormente lanzó versiones adicionales que no se vendían por separado, sino que venían preinstaladas en algunos equipos. Windows XP Tablet PC Edition (para equipos portátiles con pantalla táctil antecesores de las actuales tabletas), Windows XP Media Center Edition (para centros de medios), Windows XP N, K y KN (para cumplir con regulaciones impuestas en diversas partes del mundo), y Windows XP Starter (para PC's de bajo costo destinados a usuarios principiantes en países en desarrollo). Este exceso de versiones fue heredado a Windows Vista y versiones posteriores lo cual acabó en Windows 8 Con sus respectivas versiones principales siendo la Home y la Pro.

#### Sin límite de resolución
La opción de forzar una resolución no recomendada ayuda mucho ya que algunos programas y juegos pedían una cierta resolución medio alta para ser ejecutados.
En Windows XP se podía sobrepasar los límites de resolución, bastaba con simplemente desmarcar el cuadro: "Ocultar los modos que no se pueden mostrar en este monitor", después de hacer eso se mostraban las resoluciones no recomendadas, sin embargo desde Windows Vista y posteriores se ha restringido esta opción.
Al tener esta opción sin restricciones Windows XP se vuelve esencial para mini laptops nuevas ya que estas al ser compactas ofrecen una resolución baja, lo que le añade más vida al sistema operativo.

### Desventajas
- Es posible instalar y ejecutar el sistema operativo en procesadores IA-32 antiguos como los P5 Pentium sin instrucciones MMX.[28] Windows XP no es compatible con procesadores anteriores a los Pentium (como el 486) debido a que requiere de las instrucciones CMPXCHG8B.
- Para muchas tareas, incluyendo la navegación web, el correo electrónico y otras actividades sencillas, 64 MB de memoria RAM proporcionan una experiencia de usuario equivalente o superior a la de Windows Me en el mismo tipo de hardware.[29]

## Requisitos del sistema
|                       | Mínimos            | Recomendados        | Óptimos                                   |
| --------------------- | ------------------ | ------------------- | ----------------------------------------- |
| Procesador            | 233 MHz            | 300 MHz             | 800 MHz o superior                        |
| Memoria RAM           | 64 MB RAM          | 128 MB RAM          | 512 MB RAM a 1 GB RAM(4GB Máximos en x32) |
| Espacio en disco duro | 1,5 GB             | 10 GB o superior    | 10 GB o superior                          |
| Video                 | 800x600 o superior | 1024x768 o superior | 1024x768 o superior                       |
| Periféricos           | Teclado y Ratón    | Teclado y Ratón     | Teclado y Ratón                           |

## ¿Pórque se sigue usando hoy en dia?
A pesar de que Microsoft dejó de ofrecer soporte oficial para Windows XP en 2014, este sistema operativo sigue utilizándose en la actualidad en una variedad de entornos específicos y por razones muy concretas. Uno de los principales motivos de su persistencia es la dependencia de software y hardware antiguos que fueron diseñados exclusivamente para funcionar con esta plataforma. En sectores como la medicina, la manufactura, la aviación o el transporte público, existen equipos costosos y altamente especializados como escáneres médicos, sistemas de control industrial, paneles de navegación o incluso cajeros automáticos que funcionan con aplicaciones desarrolladas para XP y que no han sido actualizadas o no son compatibles con versiones más recientes de Windows. Actualizar todo el sistema implicaría no solo un coste económico elevado, sino también riesgos operativos, ya que muchas veces no existe una alternativa moderna validada o certificada. Además, en algunos países en desarrollo o regiones con recursos limitados, el uso de XP se mantiene simplemente porque las infraestructuras tecnológicas no permiten migraciones complejas. Aunque su uso representa un riesgo importante en términos de ciberseguridad al no recibir actualizaciones ni parches de seguridad, muchas organizaciones optan por mantener XP en redes aisladas o sistemas sin conexión a internet para minimizar estos peligros.
Sorprendentemente, Armenia es uno de los países donde Windows XP sigue teniendo una presencia significativa, con un uso estimado de hasta un 73% en ciertos entornos.

## Filtración
El 23 de septiembre de 2020, un usuario desconocido filtró el código fuente de Windows XP con Service Pack 1 y Windows Server 2003 en el tablero de imágenes 4chan. Usuarios anónimos lograron compilar el código, así como un usuario de Twitter que publicó videos del proceso en YouTube demostrando que el código era genuino. Posteriormente, Microsoft eliminó los videos por motivos de derechos de autor. La filtración estaba incompleta ya que le faltaba Winlogon y algunos otros componentes. La filtración original en sí se difundió mediante enlaces magnéticos y archivos torrent cuya carga útil originalmente incluía el código fuente de Server 2003 y XP y que luego se actualizó con archivos adicionales, entre los que se encontraban filtraciones anteriores de productos de Microsoft, sus patentes, medios sobre teorías de conspiración sobre Bill Gates por movimientos contra la vacunación y una variedad de archivos PDF sobre diferentes temas.
Microsoft emitió un comunicado afirmando que estaba investigando las filtraciones.

## Nota
“Este artículo fue restaurado tras un error técnico que lo eliminó por completo. una línea mal escrita casi lo borra todo… pero la determinación lo trajo de vuelta.”